# Paul Raven
Paul Vincent Raven, född 16 januari 1961 i Wolverhampton, England, död 20 oktober 2007 i Genève, Schweiz, var en brittisk musiker. Han är mest känd som basist i Killing Joke.

## Fotnoter
1. 1 2  Encyclopaedia Metallum: The Metal Archives, Encyclopaedia Metallum artist-ID: 16088, läst: 9 oktober 2017.[källa från Wikidata]
2. ↑  läs online, www.roadrunnerrecords.com  .[källa från Wikidata]